# Steve Molitor

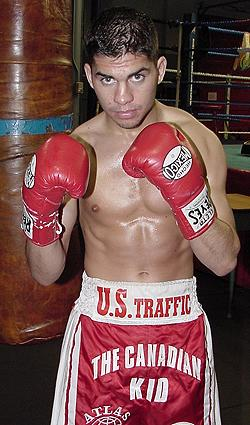
Steve Molitor

Steve Molitor (* 4. April 1980 in Sarnia, Kanada) ist ein ehemaliger kanadischer Boxer im Superbantamgewicht. Er wurde von James Jardine gemanagt und unter anderem von Dewith Frazier trainiert.

## Profi
Am 18. Mai im Jahre 2000 gab er erfolgreich sein Profidebüt. Am 10. November des Jahres 2006 wurde er Weltmeister der IBF, als er Michael Hunter durch klassischen K. o. in Runde 5 bezwang. Diesen Gürtel verteidigte er fünf Mal in Folge und verlor ihn im November 2008 an Celestino Caballero.
Am 27. März 2010 boxte er gegen Takalani Ndlovu erneut um den IBF-Weltmeistertitel. Diesen Fight konnte Molitor einstimmig nach Punkten gewinnen und eroberte somit diesen Gürtel zum zweiten Mal. Im September desselben Jahres verteidigte er den Titel gegen Jason Booth durch Mehrheitsentscheidung und verlor ihn im darauffolgenden Jahr im Rückkampf gegen Takalani Ndlovu nach Punkten.
Im Jahre 2012 beendete er seine Karriere.